# كارلوس بالدومير
كارلوس بالدومير (بالإسبانية: Carlos Manuel Baldomir)‏ مواليد 30 أبريل 1971 في سانتا في، هو ملاكم أرجنتيني يصنف ضمن فئة وزن الوسط.

## إحصائيات
خاض خلال مسيرته 71 نزالا، فاز في 49 وتعادل في 6 وخسر في 16. فاز بالضربة القاضية في 15 نزالا.

## روابط خارجية
- كارلوس بالدومير على موقع بوكس ريك (الإنجليزية) (registration required)